# إدي جيويل
إدي جيويل (بالإنجليزية: Eddie Jewell)‏ هو لاعب هوكي الجليد أمريكي، ولد في 15 ديسمبر 1892 في آيرون ماونتن في الولايات المتحدة، وتوفي في 20 ديسمبر 1960.